# Fliegergruppe an der RWTH Aachen
Die Fliegergruppe an der RWTH Aachen e. V. (FTHA) ist ein studentischer Luftsportverein an der RWTH Aachen.

## Geschichte
Die FTHA entstand 1965 aus der „Fliegergruppe in der Deutschen Versuchsanstalt für Luftfahrt Mülheim-Ruhr (DVL) – Sektion Aachen“. Am 12. Februar 1965 gründeten segelflugbegeisterte Studenten und Hochschullehrer der Rheinisch-Westfälischen Technischen Hochschule Aachen (RWTH) den Verein als „Fliegergruppe Aachen e. V.“. Zum 1. Vorsitzenden wurde Bernhard Sann gewählt, der die Geschicke des Vereins bis 1981 leitete. Seinen endgültigen Namen „Fliegergruppe an der RWTH Aachen e. V. (FTHA)“ erhielt der Verein am 14. Dezember 1967.
Die FTHA ist ordentliches Mitglied des Deutschen Aero Clubs, Landesverband Nordrhein-Westfalen e. V. und über diesen mittelbares Mitglied des DAeC. Sie ist zudem Mitglied der „Fluggemeinschaft Aachen e. V.“ (FGA) und der „Fluggemeinschaft Dahlemer Binz e. V.“ (FGD).
Seitens der Satzung ist die FTHA stark an die RWTH gebunden. Mit seiner studentisch geprägten Vereinsstruktur ist der Verein aber nicht allein Studenten und Hochschulangehörigen vorbehalten. Es besteht im Verein eine Jugendgruppe, die ihr Leben in Selbstverwaltung gestaltet. Im Jahr 2019 sind 85 Mitglieder (13 weiblich und 72 männlich) im Verein aktiv, davon ca. 45 segelfliegerisch.

## Zielsetzungen
Die Betätigung des Vereins dient der fliegerisch-sportlichen Betätigung, Ausbildung und Fortbildung der Mitglieder, sowie der Erforschung und Erprobung neuzeitlicher Einrichtungen und Verfahren für den Segelflug, insbesondere auf den Gebieten der Elektrotechnik und der Regeltechnik.

## Standort(e)
Heimatflugplatz ist der Flugplatz Dahlemer Binz, ein Verkehrslandeplatz in der thermisch sehr aktiven Eifel, 15 km südlich von Schleiden. Hier startet die FTHA ihre Flugzeuge mit einer Seilwinde. Allgemeiner Treffpunkt für alle fliegerischen Aktivitäten ist die Binz Box 2 – ein Unterstellraum für die Schleppwinde und die anderen zum Flugbetrieb benötigten Fahrzeuge – im unteren Teil des direkt am öffentlichen Parkplatz gelegenen Vorfelds.
Um die Kosten des Luftsports auf einem auch für Studenten und Schüler tragbaren Niveau zu halten, werden alle gesetzlich zugelassenen Instandhaltungen und Reparaturen von den Mitgliedern durchgeführt. Hierzu betreibt der Verein Werkstatträumlichkeiten im Aachen benachbarten Herzogenrath/Kohlscheid.
Der wöchentliche Treffpunkt für Absprache von Flugbetrieb und anderen Vereinsaktivitäten in Aachen befindet sich seit Gründungszeiten am ehemaligen Institut für Bergbaukunde II, dessen Räumlichkeiten in der Zentralwerkstatt der FG Rohstoffe und Entsorgungstechnik der Verein auch heute noch durch fortgeführte Förderung des Institute for Advanced Mining Technologies (AMT) nutzen kann.

## Flugzeugpark
Der aktuelle Flugzeugpark besteht aus einer ASK21 („Prof. Sann“), einer Ka8, einer LS4, einer ASW20 und einer DG1000S („Kurt Schmidt“).

## Betätigungen
- Ausbildung und Fortbildung im Segelflug und Kunstflug
- Ausbildung und Fortbildung von Fluglehrern, Zellenwarten und Werkstattleitern (in Verbindung mit dem DAeC LV NRW)
- Förderung des Streckensegelflug[2]
- Teilnahme an zentralen und dezentralen Wettbewerben (OLC, DMSt, EuregioCup etc.)
- Regelmäßige Durchführung mehrwöchiger externer Fluglager, unter anderem in Hayingen (Schwäbische Alb), Oehna (Brandenburg) und Tours-Le Louroux (Frankreich).
- Wissenschaftliche Betätigung (z. B. Bau der Winde, Strategien für die Optimierung des Streckenflugs[3], Optimierung elektronischer Navigationshilfen, …)
- Instandhaltung von Segelflugzeugen und Seilwinde

## Erfolge
Von Mitgliedern der FTHA wurde und wird regelmäßig an nationalen und internationalen Wettbewerben teilgenommen:
- Klaus Ahrens: 1971, Teilnahme an der Deutschen Segelflugmeisterschaft, 2. Platz Standard-Klasse[4]
- Werner Hoffmann: 1972, Teilnahme an der Deutschen Segelflugmeisterschaft, 1. Platz Motorsegler-Klasse[5]
- Klaus Ahrens: 1973, Teilnahme an der Deutschen Segelflugmeisterschaft, 2. Platz Standard-Klasse[6]
- Paul Dröghoff-Boudon: 16. April 1974, Nationaler Rekord „Streckenflug in gerader Linie, Klasse D-1 Motorsegler“, Leistung: 724,5 km[7]
- Klaus Ahrens: 1974, Teilnahme an der Segelflugweltmeisterschaft in Waikerie, South-Australia, 10. Platz Standard-Klasse[8]
- Klaus Ahrens: 1977, Teilnahme an der Deutschen Segelflugmeisterschaft, 1. Platz Rennklasse[9]
- Klaus Scheulen: Teilnahme am Concours international des Cent Châteaux 2016,  Le Louroux, 1. Platz
- Klaus Scheulen, Axel Voigt: Teilnahme am Königsdorfer Vergleichsfliegen 2017, 10. Platz
- Marie-Luise und Thomas Mannel: Teilnahme am Concours international des Cent Châteaux 2017 Le Louroux, 3. Platz